# ماسیمیلیانو بریزی
ماسیمیلیانو بریزی (انگلیسی: Massimiliano Brizzi؛ زادهٔ ۱۳ فوریهٔ ۱۹۷۵) بازیکن فوتبال اهل ایتالیا است.
از باشگاه‌هایی که در آن بازی کرده‌است می‌توان به باشگاه فوتبال ارورا پرو پاتریا ۱۹۱۹، باشگاه فوتبال آ. ث. لومتزانه، باشگاه فوتبال کومو، باشگاه فوتبال نووارا، و باشگاه فوتبال بوتو پلوودیو اشاره کرد.